# Homaemota walkeri
Homaemota walkeri är en skalbaggsart som beskrevs av Charles Joseph Gahan 1893. Homaemota walkeri ingår i släktet Homaemota och familjen långhorningar. Inga underarter finns listade i Catalogue of Life.